# Campionatul European de Volei Feminin din 1958
Campionatul European de Volei Feminin din 1958 a fost a cincea ediție a Campionatului European de Volei organizată de CEV. A fost găzduită de Cehoslovacia din 30 august până în 11 septembrie 1958. Orașele gazdă au fost Praga, České Budějovice și Liberec. 

## Echipe
| - Austria - Bulgaria - Cehoslovacia - Franța - Iugoslavia - Țările de Jos - Polonia - RDG - RFG - România - Ungaria - Uniunea Sovietică |

## Componența grupelor
| Grupa A - RDG - Franța - Cehoslovacia | Grupa B - RFG - Uniunea Sovietică - Iugoslavia | Grupa C - Ungaria - Țările de Jos - Polonia | Grupa D - Austria - Bulgaria - România |

## Faza preliminară

### Grupa A -Praga
| L | Echipa       | P | M | V | Î | SC | SP | Ratio | PP | PÎ | Ratio |
| - | ------------ | - | - | - | - | -- | -- | ----- | -- | -- | ----- |
| 1 | Cehoslovacia | 4 | 2 | 2 | 0 | 6  | 0  | MAX   | 91 | 54 | 1,685 |
| 2 | RDG          | 3 | 2 | 1 | 1 | 3  | 3  | 1,000 | 74 | 75 | 0,987 |
| 3 | Franța       | 2 | 2 | 0 | 2 | 0  | 6  | 0,000 | 56 | 92 | 0,609 |

### Grupa B -České Budějovice
| L | Echipa            | P | M | V | Î | SC | SP | Ratio | PP | PÎ | Ratio |
| - | ----------------- | - | - | - | - | -- | -- | ----- | -- | -- | ----- |
| 1 | Uniunea Sovietică | 4 | 2 | 2 | 0 | 6  | 0  | MAX   | 90 | 27 | 3,333 |
| 2 | Iugoslavia        | 3 | 2 | 1 | 1 | 3  | 3  | 1,000 | 58 | 55 | 1,055 |
| 3 | RFG               | 2 | 2 | 0 | 2 | 0  | 6  | 0,000 | 24 | 90 | 0,267 |

### Grupa C -Praga
| L | Echipa  | P | M | V | Î | SC | SP | Ratio | PP  | PÎ | Ratio |
| - | ------- | - | - | - | - | -- | -- | ----- | --- | -- | ----- |
| 1 | Polonia | 4 | 2 | 2 | 0 | 6  | 0  | MAX   | 103 | 64 | 1,609 |
| 2 | Ungaria | 3 | 2 | 1 | 1 | 3  | 4  | 0,750 | 86  | 84 | 1,024 |
| 3 | Polonia | 2 | 2 | 0 | 2 | 1  | 6  | 0,167 | 49  | 90 | 0,544 |

### Grupa D -Liberec
| L | Echipa   | P | M | V | Î | SC | SP | Ratio | PP  | PÎ | Ratio |
| - | -------- | - | - | - | - | -- | -- | ----- | --- | -- | ----- |
| 1 | România  | 4 | 2 | 2 | 0 | 6  | 2  | 3,000 | 110 | 76 | 1,447 |
| 2 | Bulgaria | 3 | 2 | 1 | 1 | 5  | 3  | 1,667 | 113 | 69 | 1,638 |
| 3 | Austria  | 2 | 2 | 0 | 2 | 0  | 6  | 0,000 | 12  | 90 | 0,133 |

## Faza finală

### Grupa pentru locurile 9-12
| L  | Echipa        | P | M | V | Î | SC | SP | Ratio | PP  | PÎ  | Ratio |
| -- | ------------- | - | - | - | - | -- | -- | ----- | --- | --- | ----- |
| 9  | Franța        | 6 | 3 | 3 | 0 | 9  | 3  | 3,000 | 158 | 104 | 1,519 |
| 10 | Țările de Jos | 5 | 3 | 2 | 1 | 8  | 3  | 2,667 | 149 | 100 | 1,490 |
| 11 | RFG           | 4 | 3 | 1 | 2 | 4  | 8  | 0,500 | 123 | 150 | 0,820 |
| 12 | Austria       | 3 | 3 | 0 | 3 | 2  | 9  | 0,222 | 86  | 162 | 0,531 |

### Grupa pentru locurile 1-8
| L | Echipa            | P  | M | V | Î | SC | SP | Ratio | PP  | PÎ  | Ratio |
| - | ----------------- | -- | - | - | - | -- | -- | ----- | --- | --- | ----- |
| 1 | Uniunea Sovietică | 14 | 7 | 7 | 0 | 21 | 5  | 4,200 | 369 | 243 | 1,519 |
| 2 | Cehoslovacia      | 13 | 7 | 6 | 1 | 20 | 6  | 3,333 | 370 | 269 | 1,146 |
| 3 | Polonia           | 12 | 7 | 5 | 2 | 19 | 8  | 2,111 | 383 | 286 | 1,339 |
| 4 | România           | 11 | 7 | 4 | 3 | 14 | 13 | 0,933 | 365 | 360 | 1,014 |
| 5 | Bulgaria          | 10 | 7 | 3 | 4 | 11 | 16 | 0,733 | 321 | 317 | 1,013 |
| 6 | Ungaria           | 8  | 7 | 1 | 6 | 5  | 18 | 0,444 | 278 | 354 | 0,785 |
| 7 | Iugoslavia        | 8  | 7 | 1 | 6 | 8  | 19 | 0,421 | 264 | 378 | 0,698 |
| 8 | RDG               | 7  | 7 | 1 | 6 | 5  | 19 | 0,263 | 201 | 344 | 0,584 |

## Clasamentul final
| Loc | Echipă            |
| --- | ----------------- |
| 1   | Uniunea Sovietică |
| 2   | Cehoslovacia      |
| 3   | Polonia           |
| 4.  | România           |
| 5.  | Bulgaria          |
| 6.  | Ungaria           |
| 7.  | Iugoslavia        |
| 8.  | RDG               |
| 9.  | Franța            |
| 10. | Țările de Jos     |
| 11. | RFG               |
| 12. | Austria           |

| Campionatul European de Volei feminin din 1958 Uniunea Sovietică Al patrulea titlu |